# ختم بريدي
الختم البريدي، هو علامة بريدية توضع على مظروف أو طرد أو بطاقة بريدية أو ما شابه ذلك، تشير إلى مكان وتاريخ ووقت تسليم القرطاسية البريدية إلى مكتب الخدمة البريدية، أو تشير أحيانًا إلى مكان ووقت استلامها أو وقت إرسالها. وغالباً ما توضع الأختام البريدية الحديثة بالتزامن مع ختم الإلغاء أو ختم المكتب البريدي الذي يشير إلى استعمال الطوابع البريدية. وفي بعض الأحيان يستخدم الختم البريدي وحده لإلغاء الطوابع، وغالباً ما يستخدم المصطلحان بالتبادل. وقد يوضع الختم البريدي يدوياً أو آلياً، باستخدام طرق مثل البكرات أو اختام الحبر، في حين أن الختم البريدي الرقمي هو ابتكار حديث.

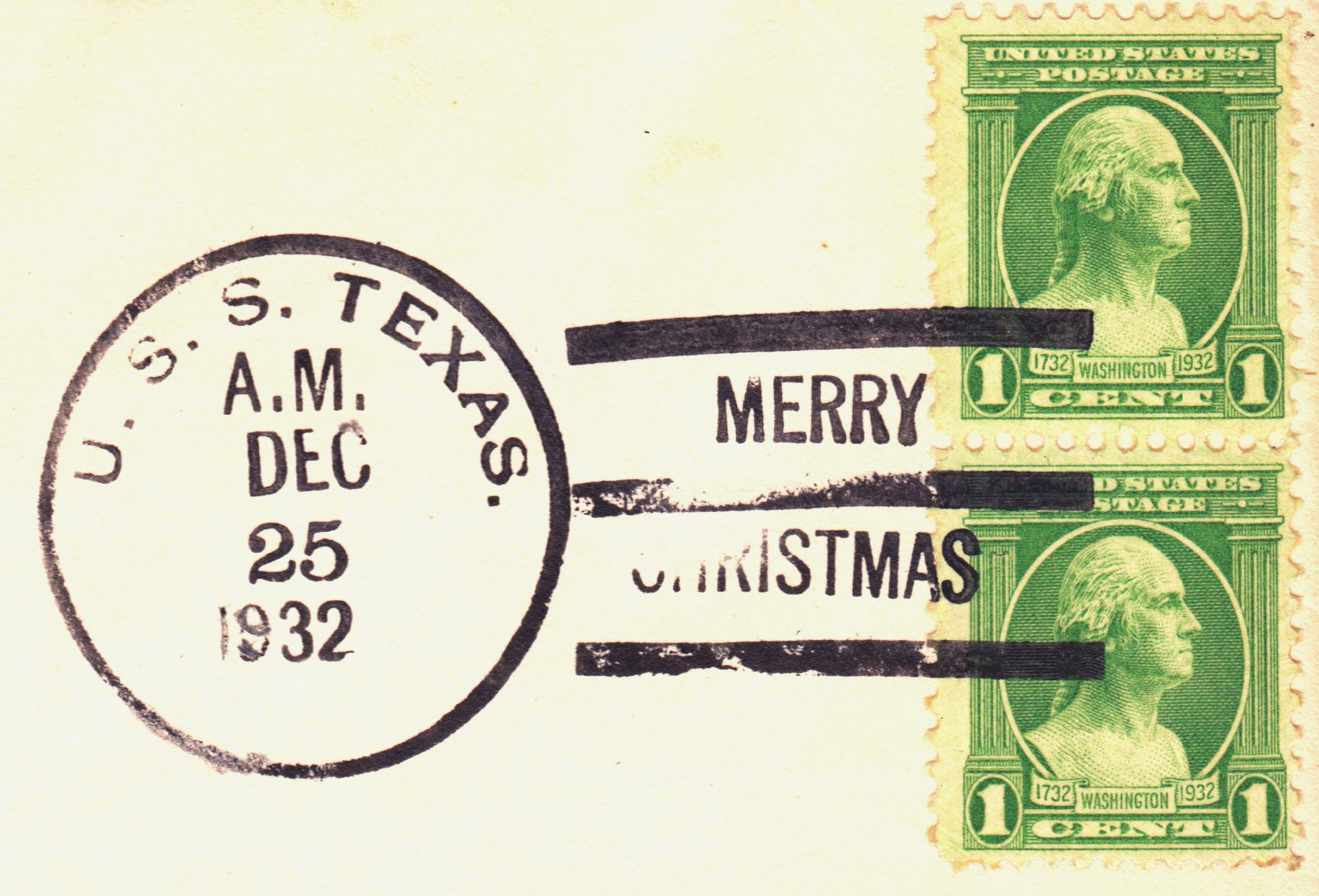
ختم البريد المستخدم على سفينة تابعة للبحرية الأمريكية سنة 1932

## تاريخ الختم البريدي

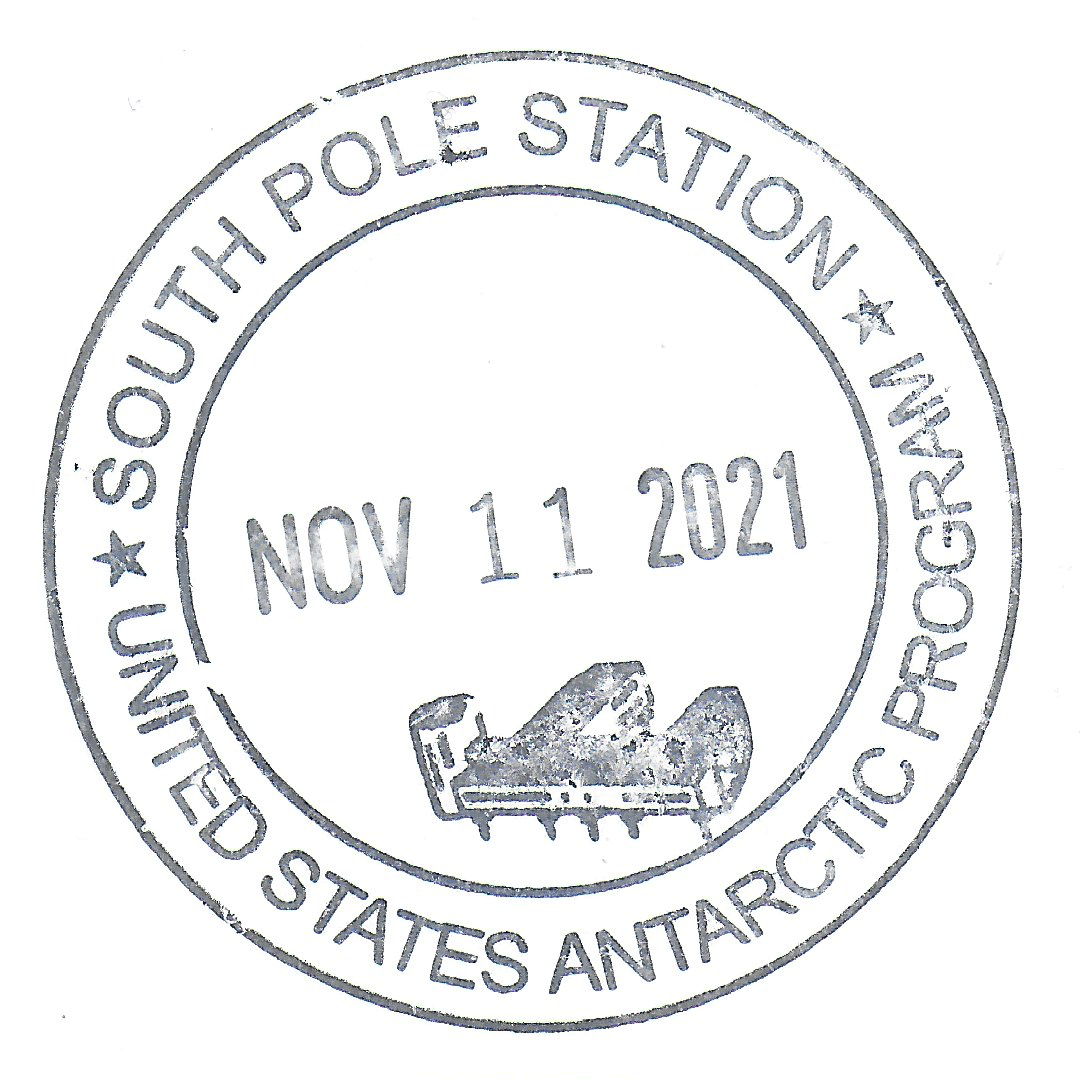
الطابع البريدي لمحطة أمندسن سكوت في القطب الجنوبي

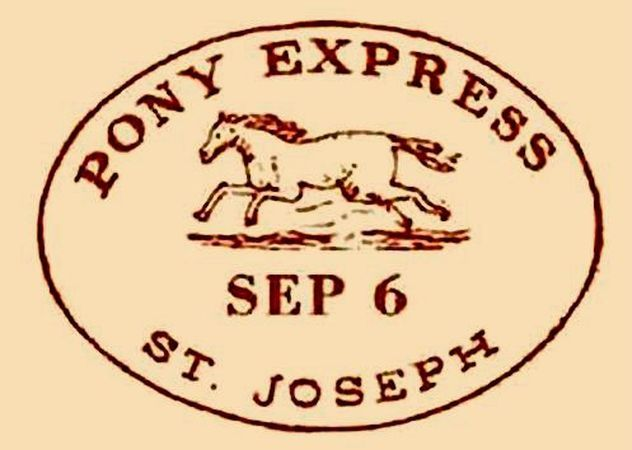
أحد أنواع أختام البريد العديدة الموجودة على طابع بوني إكسبريس

كان أول ختم بريدي يسمى "علامة بيشوب"، وقد قدمه مدير عام البريد الإنجليزي هنري بيشوب في عام 1661، وكان يُظهر فقط يوم وشهر الإرسال البريدي لمنع تأخير البريد من قبل شركات النقل.
في إنجلترا خلال الجزء الأخير من القرن السابع عشر، ابتكر العديد من الأختام البريدية لاستخدامها مع بريد لندن بيني بوست، وهو نظام بريد كان يوصل القرطاسية البريدية داخل مدينة لندن. كانت الأختام البريدية تحمل الأحرف الأولى من اسم مكتب البريد أو دار البريد التي أُرسل منها البريد مع ختم زمني منفصل. كانت رسوم البريد مدفوعة مسبقًا وكان الختم البريدي يوضع على المادة المرسلة بالبريد عن طريق ختم يدوي محبر. يعتبر بعض المؤرخين أيضًا أن هذه الأختام البريدية هي أول "أختام بريدية" في العالم.
في القرن التاسع عشر وأوائل القرن العشرين، كان من الشائع أن تتلقى الرسائل عدة أختام بريدية خلفية تشير إلى وقت وتاريخ وموقع كل مكتب بريد ينقل أو يوصل الرسالة، ولا يزال هذا الأمر صحيحًا في بعض الأحيان. في حين أن كل ختم بريدي معاصر تقريباً يتضمن الموقع بالإضافة إلى التاريخ، إلا أنه في عام 2004، أعلن البريد النيوزيلندي عن خطط لإلغاء الموقع على أختام البريد الخاصة بهم وتضمين التاريخ فقط؛ ومع ذلك، يمكن تحديد المعلومات المتعلقة بذلك من خلال رمز مكون من ثلاثة أرقام على الأختام البريدية.
في بريطانيا العظمى، كان أول ختم بريدي استخدم لإلغاء الطوابع البريدية اللاصقة الجديدة آنذاك هو الصليب المالطي، وسمي بهذا الاسم بسبب شكله ومظهره. وقد استُخدم هذا الختم مع ختم التاريخ الذي كان يوضع عادةً على الجزء الخلفي من الرسالة والذي يشير إلى تاريخ الإرسال.

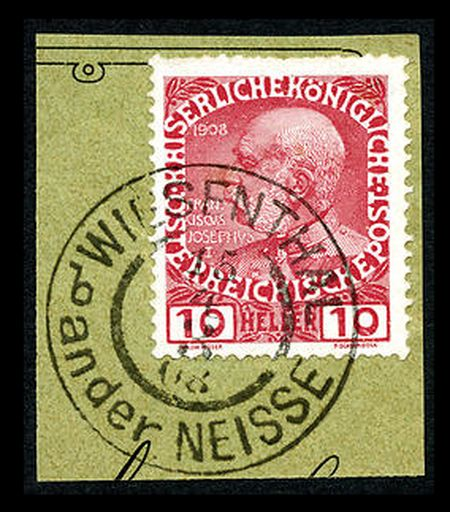
الطابع النمساوي وعليهِ ختم بريد نمساوي

تشمل الأنواع المختلفة من الأختام البريدية مكاتب بريد السكك الحديدية (RPOs) والأختام البريدية البحرية (على متن السفن). في بعض الأحيان تكون الأختام البريدية على السفن البحرية أثناء العمليات الحساسة في زمن الحرب "نظيفة"، حيث تظهر معلومات أقل من المعتاد لمنع وقوع البريد ومحتوياته في طريق السفر في أيدي العدو فيحصل على معلومات أو تفاصيل أخرى. وعلى غرار ذلك "الختم البريدي الخاضع للرقابة"، الذي يُطبع عليه طمس أسود لوقت ومكان الإرسال لأسباب مماثلة.
استخدمت شركة بوني إكسبرس مجموعة متنوعة من الأختام البريدية المختلفة على قرطاسية البريد الذي كانت تنقله عبر غرب الولايات المتحدة. لا يوجد سوى 250 نموذجاً معروفاً من ختم بريد بوني إكسبرس الناجي في مجموعات مختلفة اليوم تحمل واحداً من أكثر من اثني عشر نوعاً مختلفاً من الأختام البريدية.
كان لدى بريد جزر هاواي، وهي خدمة توصيل شخصي متوقفة، ختم بريد على شكل لوح ركوب الأمواج، للأغلفة التي تنتقل على لوح التزلج.
وكذلك يوجد ختم بريدي ملون على المظروف القابل للتحصيل الذي أصدرته هيئة البريد الأمريكية لإحياء ذكرى تنصيب جورج دبليو بوش عام 2004.

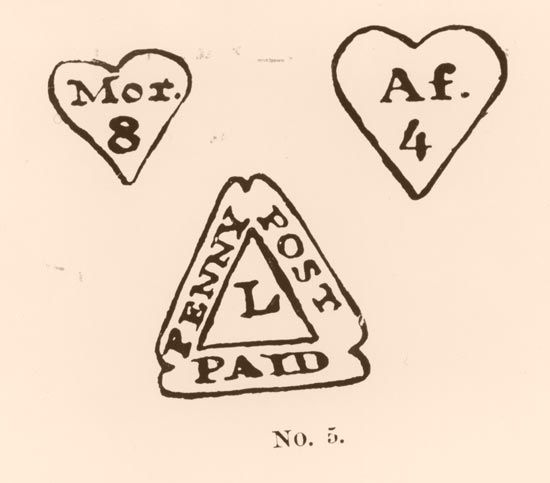
ختم بريد لندن بيني بوست وأختام بريد على شكل قلب

في حين تطبق العلامات البريدية بشكل عام تقريبًا من قبل أو تحت سلطة الإدارة أو الخدمة أو السلطة البريدية الرسمية في الولايات المتحدة، فمن الممكن الحصول على "تصريح لتطبيق ختمك البريدي الخاص"، يُسمى تصريح ختم البريد الخاص بالبريد، وفي ظل شروط معينة تحددها قوانين البريد السريع الخاصة في الولايات المتحدة، يمكن إلغاء رسالة تحمل طابعًا بريديًا خاصًا بختم بريدي خاص، كما يمكن للجهات غير الرسمية التي تصدر طوابع بريد أن تستخدم علامات تشبه العلامات البريدية أيضًا.
الماركوفيلي هو دراسة الأختام البريدية وهناك العديد من الأعمال المنشورة عن أختام البريد التي تغطي الموضوع من قبل عام 1900، مثل الأختام البريدية الفاخرة حتى يومنا هذا. وتشمل هذه الأختام ما يسمى بالأختام البريدية الفاخرة في الولايات المتحدة إلى الأختام البريدية الآلية الحديثة.
تُستخدم الآن علامات بريدية أقل من السابق، مع ظهور ملصقات العدادات، وبعض أنواع الأختام البريدية التي تُباع بالحاسوب، والطوابع البريدية المحوسبة التي يمكن للأشخاص طباعتها من أجهزة الحاسوب الشخصية الخاصة بهم (تسمى "طوابع الحاسوب" في الولايات المتحدة، وقد قدمت هذهِ الخدمات من قبل شركات مثل Stamps.com وNeopost). ولا تختم هذه المواد دائماً من قبل مكتب البريد، ولكن إذا وضعت في مجرى البريد في وقت متأخر عن التاريخ المدرج عليها، فإنها تختم بعد حوالي 50% من الوقت. ولهذا السبب، من السيء محاولة استخدام التاريخ الموجود على الطوابع البريدية كختم بريد.
هنالك أحد الأمثلة الرسمية التي تربط بين العملات النقدية والأختام البريدية في 13 أبريل 1976، عندما أصدرت الولايات المتحدة ورقة نقدية جديدة من فئة الدولارين. كان بإمكان الناس شراء الأوراق النقدية بالقيمة الاسمية، وإضافة طابع من الدرجة الأولى (في ذلك الوقت 13 سنتًا)، ووضع ختم بريدي عليها لإظهار أنها كانت في اليوم الأول من الإصدار. طبعت أعداد كبيرة من هذه الأوراق النقدية ولا تزال شائعة.

## لون الحبر
عندما بدأ أول نظام بريدي عالمي في المملكة المتحدة مع أول نظام بريدي عالمي مع طابع البريد الأسود البيني، استخدم ختم البريد الحبر الأحمر للتباين. لم يكن هذا ناجحاً، وتم تغيير الختم إلى ألوان غير سوداء حتى يمكن استخدام الحبر الأسود في الختم البريدي.
ومعظم الأختام البريدية اليوم باللون الأسود، ويلي ذلك اللون الأحمر (خاصة في الولايات المتحدة مع أختام 
مكاتب البريد المحلية)، على الرغم من أنها تكون أحياناً بألوان أخرى. وينطبق هذا الأمر بشكل خاص في حالة الطوابع البريدية المصورة إذا كان اللون المعني لهُ صلة ما بالذكرى.

## الطوابع البريدية الرقمية
في عام 2004، أعلنت دائرة بريد الولايات المتحدة عن خطط لإدخال علامات بريدية رقمية ملونة لليوم الأول لاستخدامها في إلغاء بعض أغلفة اليوم الأول للطوابع التذكارية في عام 2005، واستمرت هذه الممارسة، وكانت مستمرة حتى عام 2015.

## إعلان ختم البريد
ويقدم بريد سنغافورة خدمة "الإعلان عن ختم البريد" التي تنطبق بدقة على "الألغاء" وليس على ختم البريد، وتقدم شركة البريد الهنغارية المحدودة خدمة مماثلة.

## تقنيات ختم البريد غير المعتادة
يبدو أن هناك بعض الأختام البريدية التي تنتج تأثيرًا مجسمًا أو "ثلاثي الأبعاد" حيث يلزم وجود عارض خاص. وتُعتبر هذه الطوابع البريدية طريفة أكثر من كونها ختمًا بريديًا عمليًا. وكان لدى بريد هاواي المحلي ختم بريدي بطابع مطاطي مرسوم يدويًا. وفي جزيرة هايدواي، فانواتو، يوجد مكتب البريد تحت الماء، يحمل ختمًا بريديًا منقوشًا.

## تقييم الإلغاءات

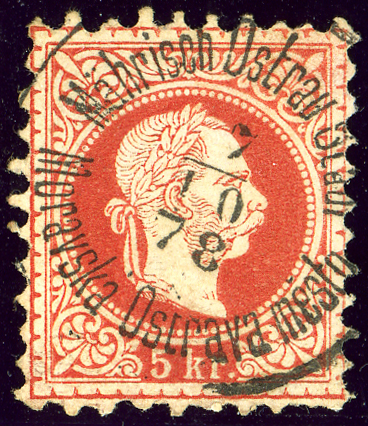
مثال على ختم بريد ذي أهمية تاريخية: ثنائي اللغة في مقاطعة مورافيا الملكية النمساوية، سنة 1878

تُعد دراسة الأختام البريدية فرعاً متخصصاً من فروع علم الطوابع والمسمى "ماركوفيليا". وقد تضفي قيمة مضافة على الطوابع البريدية من خلال أهميتها التاريخية. أما المعايير الأخرى فهي الندرة والجاذبية. على وجه الخصوص، تُجمع الطوابع التي أصدرتها إمبراطورية النمسا خلال الفترة 1850-1867 (الإصدارات الخمسة التي سبقت التسوية النمساوية المجرية لعام 1867) لتنوعها وجمالها. يمكن الاطلاع على مزيد من التفاصيل في تقييم طوابع الإمبراطورية النمساوية.
يمكن أن يضيف ختم البريدي النادر شيئاً إلى قيمة الطابع بشكل كبير. على سبيل المثال، على غلاف ظرف بريد من العصر الفيكتوري بيع في مزاد علني مقابل 8,000 جنيه إسترليني في عام 2019، "طغى" ختم "الشمس" النادر على طابع تاريخي نادر. أيضًا، بالإضافة إلى الأختام البريدية اليومية، هناك أيضًا الأختام البريدية التي تشير إلى اليوم الأول لإصدار طابع معين والإلغاءات المصورة التي تحيي ذكرى الأحداث المحلية والمناسبات السنوية وما شابه ذلك" والطوابع البريدية التي تعلن عن حدث ما أو تمرر معلومات للجمهور (حدث تغيير مؤخرًا في مصطلح "الطوابع البريدية المصورة" بدلاً من "الإلغاءات المصورة" من قبل USPS).
هناك بعض الأمثلة على "الأغلفة المزيفة" التي أنتجها مزورو الطوابع، والتي عادةً ما تكون لزيادة قيمتها، حيث تم تغيير ختم البريد بطريقة ما؛ على سبيل المثال، عن طريق تغيير التاريخ.

## الاستخدامات العملية
غالباً ما يُعتبر ختم البريد تأكيداً رسمياً على أن غلافاً (رسالة، رزمة، إلخ) مرسل بالبريد في موقع معين في تاريخ محدد. على سبيل المثال، يمكن أن يكون تاريخ ختم البريد مهماً جداً. في الولايات المتحدة، وظلت دائرة الإيرادات الداخلية تعتبر أن إقرارات ضريبة الدخل قد قدمت في الوقت المحدد على الرغم من أنها تستلمها في وقت متأخر إذا كانت مختومة بختم البريد في الوقت المحدد، وقد يكون لهذا التاريخ (مع ربما دليل آخر على الإرسال البريدي)، أهمية في سياق الإيداعات القانونية وإثباتات الخدمة أو التسليم (على الرغم من أنه في هذه الحالة قد يُنظر إلى التاريخ على أنه "في الوقت المحدد" إذا كان تاريخ ختم البريد لا يزيد عن يوم واحد بعد التاريخ المفترض أن تكون الخدمة قد تمت فيه). قد تُقبل بطاقات الاقتراع البريدية في بعض الأماكن إذا كانت مختومة بختم البريد بحلول تاريخ الانتخاب، على الرغم من أن أماكن أخرى تتطلب استلامها في موعد نهائي معين. تاريخيًا، كانت الأختام البريدية المعروفة باسم الطوابع البريدية توضع أيضًا على الجانب الخلفي من الغلاف لتأكيد وصولها إلى مكتب البريد في تاريخ محدد.

## الأختام البريدية للتوصيل
يميّز البريد الصيني بين ختم التسليم وعلامات بريد الإرسال. عندما يستلم خطاب أو بطاقة بريدية في رعاية خدمة بريدية، يتم وضع ختم بريدي أسود على الطابع البريدي، يُعرف باسم "ختم بريد الإرسال" (بالصينية: 日寄日戳). عندما يتم تسليم خطاب أو بطاقة بريدية، يتم وضع ختم بريدي أحمر على الجانب الخلفي للمغلف أو منطقة فارغة من البطاقة البريدية، والمعروف باسم "ختم بريد التسليم" (بالصينية: 投递日戳).

## العلامات المتشابهة
يجب عدم الخلط بين ختم البريد وختم الإلغاء الذي هو عبارة عن خطوط وأشرطة وما إلى ذلك تستخدم لإلغاء طابع بريدي. يقوم ختم الإلغاء بدور الإلغاء، على الرغم من أن الختم البريدي يمكن أن يخدم هذا الغرض أيضاً. كما يجب عدم الخلط بين ختم البريد والطوابع المطبوعة طبعة إضافية بشكل عام، أو الطوابع مسبقة الإلغاء (هي الطوابع الملغاة قبل إيداع المظروف أو الطرد الذي أُلصقت عليهِ لأجل قبولهِ في مجرى البريد، والتي عادةً ما تتخذ شكل اسم المدينة المطبوع مسبقاً على الطابع البريدي) على وجه التحديد، والتي لا تشير عموماً إلى تاريخ.
أما أختام الرحلات، وهي عبارة عن طوابع مطاطية أكثر أو أقل تفصيلاً على مظروف تشير إلى الرحلة (عادةً ما تكون الرحلة الأولى)، وهي أول غلاف رحلة سافر عبر البريد الجوي، بالإضافة إلى الختم البريدي وليست أختاماً بريدية أيضاً.

## النوادي
هناك العديد من النوادي المخصصة لهواية جمع الطوابع البريدية. أحد هذه النوادي هو نادي هواة جمع العلامات البريدية، الذي تأسس عام 1946 ومقرهُ الولايات المتحدة الأمريكية. وهناك نادٍ آخر هو جمعية العلامات البريدية البريطانية، التي تأسست عام 1958.